# San Donà di Piave
San Donà di Piave är en stad och kommun i storstadsregionen Venedig, innan 2015 provinsen Venedig, i regionen Veneto i nordöstra Italien. Kommunen hade 41 843 invånare (2018). Staden är ligger cirka 40 km nordost om Venedig och cirka 30 km öster om Treviso. Floden Piave rinner genom staden på dess väg från Alperna till Adriatiska havet.
Staden är ganska modern efter att ha blivit helt återuppbyggd efter första världskriget. Under första världskrigets slutskede gick fronten längs floden, vilket gjorde att staden fick ett utsatt läge. Det finns ett känt monument vid floden som hedrar de soldater som dog i samband med slaget vid Piave. I boken Farväl till vapnen av Ernest Hemingway nämns staden och floden.